# Vana
En vana är en återkommande handling som man vanligtvis utför omedvetet och som "triggas" av en särskild miljö eller känsla. Exempelvis, att gå upp på morgonen, äta frukost och klä på sig skulle kunna vara olika vanor. Det viktiga för att det skall vara en vana är att de begås utan att man behöver explicit tänka på att utföra handlingarna; att beteendet kopplas igång av en stabil miljö eller känsla (som att klockan går igång); och att handlingen utförs någorlunda ofta. Det är främst de två första kriterierna som psykologer idag använder sig av för att definiera en vana.
Vanor som är negativa eller innebär problem för den som utför dem kallas vanligtvis för ovanor.

## Hur man skaffar vanor
Vanor formas genom att man utför dem. Vad än vanan är (läsa en bok innan man somnar, röka en cigarett efter att ha ätit middag, träna efter jobbet) behöver det göras regelbundet så att beteendet snart blir automatiskt. Innan beteendet är en vana behöver den medvetet planeras, vilket kräver lite mentalt arbete. I detta stadium har inte hjärnan etsat in rörelserna i muskelminnet, vilket dock kommer att ske med tiden. I slutändan kommer signalerna i hjärnan som krävs för att utföra en vana att ta en bestämd form.
Det är lättare att skaffa sig en vana genom att planera att göra handlingen. Bara genom att tänka på när och hur handlingen skall utföras ökar sannolikheten för att hjärnan påminner en om att begå handlingen. Om det nya beteendet ses som viktig är det mer troligt att det utförs.
En extern motivation ser ut att göra det lättare att skapa vanor. Men det verkar också som att när en handling ses ut att utföras av externa skäl, håller hjärnan koll på om detta motiv fortfarande finns. Och när motivet försvinner tenderar vanan också att göra det.
Enligt en studie tar det runt 66 dagar för att folk skall skaffa vanor som de utför en gång om dagen. Det gällde beteenden som att äta en frukt till lunch eller att träna.

## Hur vanor kan ändras
Vanor är ofta svåra att ändra, men det finns ett antal förslag som vissa forskare anser går att använda.

### Byta ut en vana mot en annan / Habit reversal training (HBT)
Bland de som studerar kognitiv beteendevetenskap finns det en bred samstämmighet i påståendet att vanor kan ändras genom att byta ut (oftast o)vanan med något annat beteende. Som terapeutisk metod har den varit lyckosam med att hjälpa väldigt många att inte utföra tics. För att någon skall kunna ändra sina vanor genom att följa den här modellen krävs det att man (a) blir medveten om när man utför vanan och vad som triggar den, (b) utför en konkurrerande handling så att det blir omöjligt att använda musklerna för att göra den vanliga vanan, (d) observera ovanan och få socialt stöd för att förändra och (e) föreställa sig begå den gamla vanan men istället göra den nya, motsatta, handlingen.
En metaanalys på 18 terapeutiska studier sammanfattade att HBT var en relativt effektiv metod för att hjälpa folk att bli av med tics, stamningar och liknande problem.

### Ändra miljö / The Habit Discontinuity Hypothesis
Om en viss vana triggas av något i miljön, borde man sluta utföra vanan om man inte utsätts för att vara i den miljön. Så, exempelvis, om någon har en vana att ta på sig varma kläder när det är kallt ute lär den vanan försvinna när det blir varmt. Vanan borde även störas ifall personen flyttade, varpå denne får mer översiktligt planera vad denne skall ha på sig. Detta kalls för "the habit discontinuity hypothesis".
En del litteratur som stöder den här hypotesen har studerat hur folk ändrar sitt beteende efter att de flyttat. Dessa finner oftast att de som flyttar är mer benägna att ändra sitt beteende än de som inte nyligen har gjort det.